# 무라트 흐라체프
무라트 페트로비치 흐라체프(러시아어: Мура́т Петро́вич Хра́чев, 1983년 7월 25일~)는 러시아의 권투 선수, 체육행정인으로 2004년 하계 올림픽 남자 라이트급에서 동메달을 획득했다.
흐라체프는 2015년부터 카라차예보체르케스카야 공화국 권투 연맹 부회장을 맡고 있다.